# Мазра
Мазра — центр психического здоровья «Мазра» в Акко, Израиль.
Расположен в Акко. Предоставляет услуги населению территории, включающей Верхнюю, Нижнюю и Западную Галилеи, где проживает около 850 тысяч жителей. Ожидается, что население данного региона составит к 2020 году около 1 миллиона человек.
Имеет 300 коек. Имеет также дополнительно 25 мест.
Основан в 1954 году. В 1980 году в комплексе размещены койки для пациентов с длительным периодом пребывания.
Сотрудничает с Университетом Хайфы и Технионом для подготовки и обучения студентов-медиков, сестринскому делу, социальной терапии, психологии и др.
Центр предоставляет такие услуги, как: психологическая диагностика, индивидуальная психотерапия, групповая терапия, проведение тренингов и другие. Действуют клиники-филиалы в городах Западной Галилеи — Нагарии (улица Вейцман, 42) — подростковая, Акко (Трумпельдор, 42) — взрослая, Кармиэле — взрослая и подростковая (Кипра, 31).
В составе клиники действует Семейный центр, оказывающий помощь по следующим направлениям: семейная психотерапия в состоянии стресса, консультация и советы родителям, семейная психотерапия для семей и супружеских пар, группы поддержки для родителей, супругов и других членов семьи, семинары и лекции для медперсонала, работающего с семьями. Пациенты проходят также реабилитацию в оздоровительном центре им. Флигельмана.
В 2011 году в Мазра открыт исследовательский центр .